# Минко Балкански (оператор)
 Тази статия е за българския кинематограф.  За българския физик вижте Минко Балкански.  
Марин Тодоров Балкански, известен като Минко Балкански е български кинооператор, фотограф и режисьор на документални филми. Той е един от учредителите на Съюза на българските филмови дейци (СБФД).

## Биография
Роден е в село Ломец на 18 януари 1894 г. Балкански има основно образование като отначало учи занаят в град Троян. Умира на 21 януари 1975 г.
Той е режисьор на документалните филми „Атентатът в „Света Неделя“ (1925) и „Птицевъдството в България“ (1937).

## Филмография
Оператор
- Атентатът в „Света Неделя“ (1925)
- Под орловото гнездо (1930)
- „Експедиция в бразилската джунгла“ (1930)
- Бунтът на робите (1933)

Режисьор
- Атентатът в „Света Неделя“ (1925)
- „Птицевъдството в България“ (1937)

Сценарист
- „Птицевъдството в България“ (1937)

Актьор
- Баронът (1917)[2]
- Децата на балкана (1918) – български офицер